# Zavřená přední zaokrouhlená samohláska
Zavřená přední zaokrouhlená samohláska je zvuk, který se vyskytuje v různých jazycích. V mezinárodní fonetické abecedě se označuje symbolem y, číselné označení IPA je 309, ekvivalentním symbolem v SAMPA je y.
Při krátké kvantitě je tendence k centralizované výslovnosti, což se v IPA se označuje symbolem ʏ, číselné označení IPA je 320, ekvivalentním symbolem v SAMPA je Y.

## Charakteristika
- Otevřenost: zavřená samohláska. Jazyk se nachází ve vysoké rovině, ústa jsou co nejméně otevřena tak, aby nevznikal šum.
- Přední samohláska – jazyk se nachází v maximálně přední poloze.
- Zaokrouhlenost: zaokrouhlená samohláska. Rty jsou při artikulaci zaokrouhleny.

Při krátké výslovnosti mají samohlásky v extrémních polohách „vokalického čtyřúhelníku“ tendenci k centralizované výslovnosti (krátký čas na to, aby se mluvidla dostala do krajních poloh). V tomto případě je samohláska více otevřená a jazyk se nachází více vzadu.

## V češtině
V češtině se tato hláska nevyskytuje.

## V jiných jazycích
|                                                                                           | Přední                                                                                        | Téměř přední                                                                                  | Střední                                                                                       | Téměř zadní                                                                                   | Zadní                                                                                         |
| Zavřená                                                                                   | \| i • y ɨ • ʉ ɯ • u ɪ • ʏ • ʊ e • ø ɘ • ɵ ɤ • o ə ɤ̞ • o̞ ɛ • œ ɜ • ɞ ʌ • ɔ æ ɐ a • ɶ ɑ • ɒ \| | \| i • y ɨ • ʉ ɯ • u ɪ • ʏ • ʊ e • ø ɘ • ɵ ɤ • o ə ɤ̞ • o̞ ɛ • œ ɜ • ɞ ʌ • ɔ æ ɐ a • ɶ ɑ • ɒ \| | \| i • y ɨ • ʉ ɯ • u ɪ • ʏ • ʊ e • ø ɘ • ɵ ɤ • o ə ɤ̞ • o̞ ɛ • œ ɜ • ɞ ʌ • ɔ æ ɐ a • ɶ ɑ • ɒ \| | \| i • y ɨ • ʉ ɯ • u ɪ • ʏ • ʊ e • ø ɘ • ɵ ɤ • o ə ɤ̞ • o̞ ɛ • œ ɜ • ɞ ʌ • ɔ æ ɐ a • ɶ ɑ • ɒ \| | \| i • y ɨ • ʉ ɯ • u ɪ • ʏ • ʊ e • ø ɘ • ɵ ɤ • o ə ɤ̞ • o̞ ɛ • œ ɜ • ɞ ʌ • ɔ æ ɐ a • ɶ ɑ • ɒ \| |
| Téměř zavřená                                                                             | \| i • y ɨ • ʉ ɯ • u ɪ • ʏ • ʊ e • ø ɘ • ɵ ɤ • o ə ɤ̞ • o̞ ɛ • œ ɜ • ɞ ʌ • ɔ æ ɐ a • ɶ ɑ • ɒ \| | \| i • y ɨ • ʉ ɯ • u ɪ • ʏ • ʊ e • ø ɘ • ɵ ɤ • o ə ɤ̞ • o̞ ɛ • œ ɜ • ɞ ʌ • ɔ æ ɐ a • ɶ ɑ • ɒ \| | \| i • y ɨ • ʉ ɯ • u ɪ • ʏ • ʊ e • ø ɘ • ɵ ɤ • o ə ɤ̞ • o̞ ɛ • œ ɜ • ɞ ʌ • ɔ æ ɐ a • ɶ ɑ • ɒ \| | \| i • y ɨ • ʉ ɯ • u ɪ • ʏ • ʊ e • ø ɘ • ɵ ɤ • o ə ɤ̞ • o̞ ɛ • œ ɜ • ɞ ʌ • ɔ æ ɐ a • ɶ ɑ • ɒ \| | \| i • y ɨ • ʉ ɯ • u ɪ • ʏ • ʊ e • ø ɘ • ɵ ɤ • o ə ɤ̞ • o̞ ɛ • œ ɜ • ɞ ʌ • ɔ æ ɐ a • ɶ ɑ • ɒ \| |
| Polozavřená                                                                               | \| i • y ɨ • ʉ ɯ • u ɪ • ʏ • ʊ e • ø ɘ • ɵ ɤ • o ə ɤ̞ • o̞ ɛ • œ ɜ • ɞ ʌ • ɔ æ ɐ a • ɶ ɑ • ɒ \| | \| i • y ɨ • ʉ ɯ • u ɪ • ʏ • ʊ e • ø ɘ • ɵ ɤ • o ə ɤ̞ • o̞ ɛ • œ ɜ • ɞ ʌ • ɔ æ ɐ a • ɶ ɑ • ɒ \| | \| i • y ɨ • ʉ ɯ • u ɪ • ʏ • ʊ e • ø ɘ • ɵ ɤ • o ə ɤ̞ • o̞ ɛ • œ ɜ • ɞ ʌ • ɔ æ ɐ a • ɶ ɑ • ɒ \| | \| i • y ɨ • ʉ ɯ • u ɪ • ʏ • ʊ e • ø ɘ • ɵ ɤ • o ə ɤ̞ • o̞ ɛ • œ ɜ • ɞ ʌ • ɔ æ ɐ a • ɶ ɑ • ɒ \| | \| i • y ɨ • ʉ ɯ • u ɪ • ʏ • ʊ e • ø ɘ • ɵ ɤ • o ə ɤ̞ • o̞ ɛ • œ ɜ • ɞ ʌ • ɔ æ ɐ a • ɶ ɑ • ɒ \| |
| Středová                                                                                  | \| i • y ɨ • ʉ ɯ • u ɪ • ʏ • ʊ e • ø ɘ • ɵ ɤ • o ə ɤ̞ • o̞ ɛ • œ ɜ • ɞ ʌ • ɔ æ ɐ a • ɶ ɑ • ɒ \| | \| i • y ɨ • ʉ ɯ • u ɪ • ʏ • ʊ e • ø ɘ • ɵ ɤ • o ə ɤ̞ • o̞ ɛ • œ ɜ • ɞ ʌ • ɔ æ ɐ a • ɶ ɑ • ɒ \| | \| i • y ɨ • ʉ ɯ • u ɪ • ʏ • ʊ e • ø ɘ • ɵ ɤ • o ə ɤ̞ • o̞ ɛ • œ ɜ • ɞ ʌ • ɔ æ ɐ a • ɶ ɑ • ɒ \| | \| i • y ɨ • ʉ ɯ • u ɪ • ʏ • ʊ e • ø ɘ • ɵ ɤ • o ə ɤ̞ • o̞ ɛ • œ ɜ • ɞ ʌ • ɔ æ ɐ a • ɶ ɑ • ɒ \| | \| i • y ɨ • ʉ ɯ • u ɪ • ʏ • ʊ e • ø ɘ • ɵ ɤ • o ə ɤ̞ • o̞ ɛ • œ ɜ • ɞ ʌ • ɔ æ ɐ a • ɶ ɑ • ɒ \| |
| Polootevřená                                                                              | \| i • y ɨ • ʉ ɯ • u ɪ • ʏ • ʊ e • ø ɘ • ɵ ɤ • o ə ɤ̞ • o̞ ɛ • œ ɜ • ɞ ʌ • ɔ æ ɐ a • ɶ ɑ • ɒ \| | \| i • y ɨ • ʉ ɯ • u ɪ • ʏ • ʊ e • ø ɘ • ɵ ɤ • o ə ɤ̞ • o̞ ɛ • œ ɜ • ɞ ʌ • ɔ æ ɐ a • ɶ ɑ • ɒ \| | \| i • y ɨ • ʉ ɯ • u ɪ • ʏ • ʊ e • ø ɘ • ɵ ɤ • o ə ɤ̞ • o̞ ɛ • œ ɜ • ɞ ʌ • ɔ æ ɐ a • ɶ ɑ • ɒ \| | \| i • y ɨ • ʉ ɯ • u ɪ • ʏ • ʊ e • ø ɘ • ɵ ɤ • o ə ɤ̞ • o̞ ɛ • œ ɜ • ɞ ʌ • ɔ æ ɐ a • ɶ ɑ • ɒ \| | \| i • y ɨ • ʉ ɯ • u ɪ • ʏ • ʊ e • ø ɘ • ɵ ɤ • o ə ɤ̞ • o̞ ɛ • œ ɜ • ɞ ʌ • ɔ æ ɐ a • ɶ ɑ • ɒ \| |
| Téměř otevřená                                                                            | \| i • y ɨ • ʉ ɯ • u ɪ • ʏ • ʊ e • ø ɘ • ɵ ɤ • o ə ɤ̞ • o̞ ɛ • œ ɜ • ɞ ʌ • ɔ æ ɐ a • ɶ ɑ • ɒ \| | \| i • y ɨ • ʉ ɯ • u ɪ • ʏ • ʊ e • ø ɘ • ɵ ɤ • o ə ɤ̞ • o̞ ɛ • œ ɜ • ɞ ʌ • ɔ æ ɐ a • ɶ ɑ • ɒ \| | \| i • y ɨ • ʉ ɯ • u ɪ • ʏ • ʊ e • ø ɘ • ɵ ɤ • o ə ɤ̞ • o̞ ɛ • œ ɜ • ɞ ʌ • ɔ æ ɐ a • ɶ ɑ • ɒ \| | \| i • y ɨ • ʉ ɯ • u ɪ • ʏ • ʊ e • ø ɘ • ɵ ɤ • o ə ɤ̞ • o̞ ɛ • œ ɜ • ɞ ʌ • ɔ æ ɐ a • ɶ ɑ • ɒ \| | \| i • y ɨ • ʉ ɯ • u ɪ • ʏ • ʊ e • ø ɘ • ɵ ɤ • o ə ɤ̞ • o̞ ɛ • œ ɜ • ɞ ʌ • ɔ æ ɐ a • ɶ ɑ • ɒ \| |
| Otevřená                                                                                  | \| i • y ɨ • ʉ ɯ • u ɪ • ʏ • ʊ e • ø ɘ • ɵ ɤ • o ə ɤ̞ • o̞ ɛ • œ ɜ • ɞ ʌ • ɔ æ ɐ a • ɶ ɑ • ɒ \| | \| i • y ɨ • ʉ ɯ • u ɪ • ʏ • ʊ e • ø ɘ • ɵ ɤ • o ə ɤ̞ • o̞ ɛ • œ ɜ • ɞ ʌ • ɔ æ ɐ a • ɶ ɑ • ɒ \| | \| i • y ɨ • ʉ ɯ • u ɪ • ʏ • ʊ e • ø ɘ • ɵ ɤ • o ə ɤ̞ • o̞ ɛ • œ ɜ • ɞ ʌ • ɔ æ ɐ a • ɶ ɑ • ɒ \| | \| i • y ɨ • ʉ ɯ • u ɪ • ʏ • ʊ e • ø ɘ • ɵ ɤ • o ə ɤ̞ • o̞ ɛ • œ ɜ • ɞ ʌ • ɔ æ ɐ a • ɶ ɑ • ɒ \| | \| i • y ɨ • ʉ ɯ • u ɪ • ʏ • ʊ e • ø ɘ • ɵ ɤ • o ə ɤ̞ • o̞ ɛ • œ ɜ • ɞ ʌ • ɔ æ ɐ a • ɶ ɑ • ɒ \| |
| Tam, kde se symboly objevují ve dvojicích, znak vpravo označuje zaokrouhlenou samohlásku. |                                                                                               |                                                                                               |                                                                                               |                                                                                               |                                                                                               |
| i • y ɨ • ʉ ɯ • u ɪ • ʏ • ʊ e • ø ɘ • ɵ ɤ • o ə ɤ̞ • o̞ ɛ • œ ɜ • ɞ ʌ • ɔ æ ɐ a • ɶ ɑ • ɒ   |                                                                                               |                                                                                               |                                                                                               |                                                                                               |                                                                                               |

- V němčině, estonštině a turečtině se označuje písmenem Ü, ü.
- Ve francouzštině se označuje písmenem U, u.
- V nizozemštině se krátké označuje U, u [ʏ] a dlouhé uu [yː].
- Ve švédštině, norštině a finštině se označuje písmenem Y, y.
- V maďarštině se krátké označuje Ü, ü [ʏ] a dlouhé Ű, ű [yː].